# Simon Rieber
Simon Cosmas Michael (nascida em 1994) mais conhecido como Simon Rieber, é um artista visual da Tanzânia que usa os campos da arte popular, animação, pintura e ilustração para expressar e documentar suas crenças. Ele expôs extensivamente na Tanzânia e na África Oriental, construindo um nicho para si mesmo como um artista tanzaniano contemporâneo emergente no cenário artístico da África Oriental.

## Exibições
- 2018: Working for the Time, Seoul Museum of Art, Seoul, South Korea.
- 2019: UFO Gallery, Barkeley, California.
- 2019: Jessica Silverman Gallery, San Francisco.
- 2021: Project 30: Look At Me, Garage Museum of Contemporary Art, Moscow.
- 2021: Made by Tanzanian, Mombasa Kenya.

## Prêmios
- 2020: ganha o Prêmio Umoja Prize for Contemporary Tanzanian Artist, a maior honra na Tanzânia para artistas com menos de 40 anos.[4][5]